# میشل پیکولی
میشل پیکولی (به فرانسوی: Michel Piccoli)؛ (زاده ۲۷ دسامبر ۱۹۲۵ – درگذشته ۱۲ مهٔ ۲۰۲۰) هنرپیشه فرانسوی بود. وی از سال ۱۹۴۵ تا ۲۰۱۵ میلادی مشغول کار هنری بود.

## آغاز زندگی
میشل پیکولی در ۲۷ دسامبر ۱۹۲۵ در خانواده‌ای اهل موسیقی در پاریس زاده شد. پدرش ویلون‌نوازی ایتالیایی و مادرش پیانیستی فرانسوی بود. او از سال‌های دبستان به تئاتر علاقه‌مند شد و پس از پایان تحصیلات ابتدایی به مدرسه بازیگری رفت.

## زندگی حرفه‌ای

### تئاتر
میشل پیکولی در دهه ۱۹۵۰ (میلادی) در پاریس به عنوان بازیگر سرشناس تئاتر، هم در اجراهای کلاسیک و هم در آثار نوگرایانه و متونی از ساموئل بکت و اوژن یونسکو ظاهر شد.

### سینما
پیکولی از ۱۹۴۵ (از جمله در کن‌کن فرانسوی) در نقش‌های کوتاه در سینما بازی می‌کرد. اما تا میانه دهه ۱۹۵۰ به نسبت حضور در تئاتر، بازی در سینما برای او هم‌چنان یک فعالیت فرعی محسوب می‌شد. در همین دوره به کارگردان اسپانیایی لوییس بونوئل نامه نوشت و برای بازی در یکی از فیلم‌های بونوئل اظهار علاقه کرد. بونوئل به این درخواست پاسخ مثبت داد و پیکولی را در نقش یک کشیش کاتولیک بزدل در مرگ در باغ بازی کرد.
با آغاز دهه ۱۹۶۰ (میلادی) میشل پیکولی در هر نقشی، بازیگری مناسب می‌نمود. همکاری با کلود سوته بهترین دوره کاری وی بود. دهه‌های ۱۹۷۰ و ۱۹۸۰ (میلادی) پرکارترین سال‌های هنری میشل پیکولی بودند.
میشل پیکولی در فیلم‌هایی از کارگردانان پرآوازه سینمای جهان همچون آلفرد هیچکاک و ژان رنوآر و سینمای فرانسه مانند آلن رنه، ژان-پیر ملویل، و آنیس واردا بازی کرد. همچنین، پیکولی با بازی در ساخته‌های برخی از کارگردانان سرشناس جهان، مانند یرژی اسکولیموفسکی (لهستان)، یوسف شاهین (مصر)، اوتار یوسلیانی (گرجستان)، رائول روئیز (شیلی)، تئو آنگلوپولوس (یونان) به یکی بازیگر سینمای هنری در جهان بدل شد.
با وجود حضور پیکولی در بیش از دویست فیلم سینمایی و تلویزیونی بین ۱۹۴۵ تا ۲۰۱۵ او برای مجموعه نقش‌هایی که در شش فیلم کارگردان اسپانیایی لوییس بونوئل بازی کرد شناخته می‌شود.
میشل پیکولی بدون رسیدن به جایگاه ستارهٔ سینما یکی از محبوب‌ترین چهره‌های سینمای هنری بود.

## دیدگاه سیاسی
پیکولی یک فعال چپ‌گرا بود.

## زندگی شخصی
میشل پیکولی سه بار ازدواج کرد که ازدواج دوم او با ژولیت گرکو خواننده و هنرپیشه بود. پیکولی، ژولیت گرکو را در تور موسیقی سال ۱۹۶۷ گرکو در اتحاد جماهیر شوروی سوسیالیستی همراهی کرد.

## ایران
میشل پیکولی هرگز با عباس کیارستمی کار نکرد اما سبک کارگردانی او را در یکی از اندک تجربه‌های کارگردانی خود در فیلم کوتاه برای نسرین رسولی از ایران (۱۹۹۱) به کار برد. در این فیلم، پیکولی در یک کلاس درس و در حال نوشتن و ترسیم پرچم ایران روی تخته سیاه، برای دانش‌آموزان از اعدام‌های دسته‌جمعی دهه ۱۳۶۰ (خورشیدی) در ایران می‌گوید. این فیلم به سفارش سازمان عفو بین‌الملل ساخته شده بود.

## مرگ
میشل پیکولی در ۱۲ مه ۲۰۲۰ بر اثر سکته قلبی درگذشت.

## جوایز
- جایزه بهترین بازیگر مرد جشنواره کن در جشنواره فیلم کن ۱۹۸۰ برای جهش در تاریکی (۱۹۸۰)
- خرس نقره‌ای برای بهترین بازیگر مرد در ۳۲مین جشنواره بین‌المللی فیلم برلین برای عشق‌بازی عجیب (۱۹۸۱)

## فیلم‌شناسی
- بدون گذاشتن نشانی (۱۹۵۱)
- کن‌کن فرانسوی (۱۹۵۵)
- مانورهای بزرگ (۱۹۵۵)
- مرگ در باغ (۱۹۵۶)
- بوته آزمایش (۱۹۵۷)
- بدرود فیلیپین (۱۹۶۲)
- تحقیر (۱۹۶۳)
- خاطرات یک کلفت (۱۹۶۴)
- حادثه‌ای در ترن (۱۹۶۵)
- لیدی ال (۱۹۶۵)
- آیا پاریس در حال سوختن است؟ (۱۹۶۶)
- دختران جوان روشفور (۱۹۶۷)
- زیبای روز (۱۹۶۷)
- بنجامین (۱۹۶۸)
- دیلینجر مرده است (۱۹۶۹)
- راه شیری (۱۹۶۹)
- توپاز (۱۹۶۹)
- چیزهای زندگی (۱۹۷۰)
- جذابیت پنهان بورژوازی (۱۹۷۲)
- شکم‌چرانی بزرگ (۱۹۷۳)
- عروسی در خون (۱۹۷۳)
- فار وست (۱۹۷۳)
- شبح آزادی (۱۹۷۴)
- جهش در تاریکی (۱۹۸۰)
- شهر آتلانتیک (۱۹۸۰)
- آن شب در وارن (۱۹۸۲)
- اتاقی در شهر (۱۹۸۲)
- موفقیت بهترین انتقام است (۱۹۸۴)
- حرکات خطرناک (۱۹۸۴)
- مرگ در باغ فرانسوی (۱۹۸۵)
- وداع بناپارت (۱۹۸۵)
- خون ناپاک (۱۹۸۶)
- مرد چاق و چله (۱۹۸۷)
- مزاحم زیبا (۱۹۹۱)
- مهاجر (۱۹۹۴)
- فرشته سیاه (۱۹۹۴)
- صد و یک شب (۱۹۹۵)
- بومارشه، گستاخ (۱۹۹۶)
- جشن (۱۹۹۶)
- بازیگران (۲۰۰۰)
- مداخله الهی (۲۰۰۲)
- من دارم به خونه می‌روم (۲۰۰۲)
- به تبر دست نزن (۲۰۰۷)
- جعبه‌ه (۲۰۰۷)
- در جنگ (۲۰۰۸)
- غبار زمان (۲۰۰۹)
- ما یک پاپ داریم (۲۰۱۱)
- هولی موتورز (۲۰۱۲)
- خطوط ولینگتون (۲۰۱۲)